# Nikolaj Slavjanov
Nikolaj Gavrilovič Slavjanov (rusky: Никола́й Гаври́лович Славя́нов; 5. května 1854 Nikolské – 17. října 1897 Perm) byl ruský inženýr a vynálezce svařování elektrickým obloukem za použití odtavující se kovové elektrody.

## Biografie
Nikolaj Slavjanov se narodil v obci Nikolské (dnes součástí obce Vrchní Studenec) v Zadonínském okrese u Voroněže. Gymnázium vystudoval Voroněži. V letech 1872 až 1877 navštěvoval Petrohradský báňský ústav, který i úspěšně dokončil. V letech 1881 až 1883 působil v Omutinském závodě. Poté se odstěhoval do Permu, kde od prosince 1883 až do konce svého života pracoval v Permských zbrojních závodech. Z tohoto období pochází většina jeho vynálezů.

## Vynálezy
V roce 1888 předvedl před státní komisí svaření klikové hřídele parního stroje v jedné z dílen Permských zbrojních závodů za použití elektrického oblouku. Jako první použil ke svařování kovovou elektrodu a tavidlo. Svůj vynález nazval elektrickým odléváním kovů. Pro prokázání praktické použitelnosti navrženého postupu svařil Slavjanov osm kovů a slitin odlitím (zvonový bronz, tombak, nikl, ocel, litinu, měď, stříbro a bronz).
Díky Slavjanovovi mají Motovilinchinské závody elektrické osvětlení.